# 張顥瓊
張顥瓊（CHEUNG Ho King Natalie，1991年9月1日—），香港女子劍擊運動員。

## 簡歷
張顥瓊早年就讀獻主會小學下午校
和協恩中學。她曾在2005年起連續三年於香港青少年劍擊錦標賽的女子個人花劍項目中奪得冠軍，亦曾協助香港代表隊在亞洲青少年及青年盃劍擊錦標賽女子花劍團體中取得銅牌。
2010年11月，張顥瓊代表香港參加廣州亞運會劍擊比賽，伙拍鄭曉為、劉曉為和連寶香取得女子花劍團體銅牌。

## 主要比賽成績
- 2010年

亞洲青少年錦標賽 青年女子花劍個人 第5名、青年女子花劍團體 第3名
2010挑戰盃劍擊錦標賽 女子花劍個人 第2名
亞洲運動會 女子花劍團體 銅牌